# Gheorghe Brandabura
Gheorghe Brandabura (Fedeleşoiu, 23 febbraio 1913 – ...) è stato un calciatore rumeno, di ruolo centrocampista.